# Åke Uppström
Erik Vilhelm Johan Åke Uppström, född 15 augusti 1909 i Katarina församling i Stockholm, död 15 oktober 1994 i Norsborg, var en svensk skådespelare.
Uppström scendebuterade 1927 och filmdebuten kom 1929. Han kom att medverka i 55 filmproduktioner. Han var son till musikern Erik Uppström och skådespelaren Tyra Leijman-Uppström. Åke Uppström är begravd på Botkyrka kyrkogård.

## Filmografi i urval
- 1952 – Adolf i toppform
- 1951 – Livat på luckan
- 1944 – Skeppar Jansson
- 1944 – Skogen är vår arvedel
- 1943 – Örlogsmän
- 1943 – En vår i vapen
- 1942 – I gult och blått
- 1942 – En trallande jänta
- 1942 – Fallet Ingegerd Bremssen
- 1941 – Landstormens lilla argbigga
- 1941 – Lärarinna på vift
- 1940 – Beredskapspojkar
- 1940 – Alle man på post
- 1939 – Kadettkamrater
- 1939 – Gläd dig i din ungdom
- 1938 – Kamrater i vapenrocken
- 1937 – En flicka kommer till sta'n
- 1937 – Klart till drabbning
- 1937 – Pensionat Paradiset
- 1936 – 65, 66 och jag
- 1935 – Valborgsmässoafton
- 1934 – Flickorna från Gamla sta'n
- 1934 – Sången till henne
- 1933 – Flickan från varuhuset
- 1933 – Pettersson & Bendel
- 1933 – Den farliga leken
- 1933 – Hustru för en dag
- 1932 – En stulen vals
- 1932 – Vi som går köksvägen
- 1931 – Röda dagen
- 1930 – Fridas visor
- 1929 – Ville Andesons äventyr
- 1929 – Säg det i toner
- 1929 – Konstgjorda Svensson

## Teater

### Roller (ej komplett)
| År   | Roll          | Produktion                                                       | Regi               | Teater                        |
| ---- | ------------- | ---------------------------------------------------------------- | ------------------ | ----------------------------- |
| 1928 | Fritz         | Hoppla, vi lever! Ernst Toller                                   | Per Lindberg       | Dramaten                      |
| 1932 | Jimmy         | Till Hollywood George S. Kaufman och Marc Connelly               | Gösta Ekman        | Vasateatern                   |
| 1932 | Ung man       | Kanske en diktare Ragnar Josephson                               | Gösta Ekman        | Vasateatern                   |
| 1933 | Gustave       | Middag kl. 8 George S. Kaufman och Edna Ferber                   | Gösta Ekman        | Vasateatern                   |
| 1933 |               | Banken Louis Verneuil                                            | Hjalmar Peters     | Vasateatern                   |
| 1934 | Osric         | Hamlet William Shakespeare                                       | Per Lindberg       | Vasateatern                   |
| 1935 | Chauffören    | God dag – och adjö (Goodbye again) George Haight och Allan Scott | John Elfström      | Vasa Teater                   |
| 1937 | Alf           | Vår ära och vår makt Nordahl Grieg                               | Alf Sjöberg        | Dramaten                      |
| 1938 |               | Revolution i kåksta'n Ernst Berge                                | Sigge Fürst        | Vanadislundens teater         |
| 1939 |               | Min syster och jag Ralph Benatzky och Robert Blum                | Karl Kinch         | Folkan                        |
| 1940 | Sockerbagaren | Café Glada Änkan Ernst Berge                                     | Sigge Fürst        | Vanadislundens friluftsteater |
| 1941 |               | Äventyr på fotvandring Jens Christian Hostrup                    | Nils Johannisson   | Riksteatern                   |
| 1942 |               | Svart granit Sekel Nordenstrand                                  | Manne Grünberger   | Folkan                        |
| 1943 | Jude 1        | Salome Oscar Wilde                                               | Per-Axel Branner   | Nya Teatern                   |
| 1944 | Jasja         | Körsbärsträdgården Anton Tjechov                                 | Harry Roeck-Hansen | Blancheteatern                |

## Radioteater

### Roller
| År   | Roll       | Produktion        | Regi          |
| ---- | ---------- | ----------------- | ------------- |
| 1946 | Fotografen | Teater Guy Bolton | Rune Carlsten |